# Máy MP4
MP4 player (Đọc ngắn gọn là MP4) là các máy chơi đa phương tiện bỏ túi phát triển tại Cộng hoà nhân dân Trung Hoa và các vùng lân cận. Phần lớn các máy này không hỗ trợ định dạng phim MPEG-4, và chỉ giới hạn trong một số định dạng video tư hữu như  AMV  và MTV , hoặc cần chuyển đổi sang các định dạng riêng.Ý nghĩa của từ MP4 là "Thế hệ tiếp theo" của máy MP3 Player.Sau một thời gian phát triển, máy MP4 Player đã xuất hiện một biến thể mới tên là   MP5 Player  .

## Chipset
Chip xử lý video Rockchip của Fuzhou Rockchip Electronic có rất nhiều trong các máy MP4, hỗ trợ AVI không có B frames trong bộ nén video xvid, trong khi lại sử dụng chuẩn âm thanh nén MP2. Một số máy MP4 khác, như Onda VX979+, đã bắt đầu sử dụng chipset Ingenic, có khả năng hỗ trợ định dạng video RealMedia. Ngoài ra, máy MP4 sử dụng công nghệ dựa trên công nghệ của SigmaTel tương thích với định dạng SMV (SigmaTel Video).

## AMV
Thuật toán nén ảnh của định dạng này không là gì so với chuẩn hiện đại (chỉ khoảng 4 pixel mỗi byte, so sánh với hơn 10 pixel mỗi byte của chuẩn MPEG-2). Định dạng này có giới hạn về  độ phân giải  (96 × 96 đến 208 × 176[[ pixel ))) và số  khung hình (12 hoặc 16 khung hình trên giây . Một đoạn phim 30 phút có dung lượng xấp xỉ 100 MB ở độ phân giải 160 × 120.

## MTV
Định dạng video MTV (không liên quan đến cáp mạng lưới MTV) chứa 512 byte tại phần đầu của tệp điều hành hiển thị một chuỗi ảnh trong khi nhạc MP3 được phát., các âm thanh đi qua chip giải mã, trong khi con trỏ bộ nhớ của phần cứng hiển thị hình ảnh. Phương pháp này không yêu cầu phần cứng để giải mã, nhưng nó sẽ tiêu tốn bộ nhớ nhiều hơn. Vì lý do này, mật độ lưu trữ của máy MP4 hụt đi rất nhiều để giải nén hình ảnh [[video]) trực tiếp.

## Sách hướng dẫn sử dụng
Sách hướng dẫn đi kèm là rất khó hiểu do có chất lượng dịch kém gây bức xúc cho người dùng. Ngoài ra sách hướng dẫn còn có những chức năng mà máy không có. Chính vì vậy nên sách thường không ghi địa chỉ website.

## MP5 Player
Máy MP5 Player không khác gì so với máy MP4 Player trừ khả năng phát các định dạng cao cấp hơn như là AVI;ASF;WMV;MP4;FLV;... (Không có máy MP5 phát File chuẩn AMV- Advance Media Video và MTV- Media Type Video) ở các chuẩn hiển thị như 4:3; 16:9 cùng với phụ đề và các hiệu ứng khác. Ngoài nghe nhạc; xem phim và các tính năng cơ bản như máy MP4 Player, máy MP5 Player còn có các chức năng khác như: Camera  hỗ trợ quay phim và chụp hình với độ phân giải từ 0.3 Megapixels (VGA) đến 2.0 Megapixels (Không hỗ trợ Auto Focus; Flash; Optical Zoom và sử dụng Chipset CMOS), Chơi game dạng thức NES- Nintendo Entertainment System, Từ điển Anh-Hoa 100000~200000 từ (hoặc cao hơn), máy tính cá nhân, gọi VOIP, dùng Camera làm PCCamera (Webcam), Danh bạ điện thoại, các tính năng tổ chức,... và màn hình cảm ứng (Touch-Screen) dùng để nhập liệu dữ liệu vào máy.